# Recopa Africana 1991
La Recopa Africana 1991 es la 17.ª edición de este torneo de fútbol a nivel de clubes de África organizado por la CAF y que contó con la participación de 36 equipos campeones de copa de sus respectivos países.
El Power Dynamos FC de Zambia venció en la final al campeón defensor BCC Lions de Nigeria para ser el primer equipo de Zambia en ganar el torneo.

## Ronda preliminar
| Equipo 1             | Agr. | Equipo 2            | Ida | Vuelta |
| -------------------- | ---- | ------------------- | --- | ------ |
| Plaisance FC         | 1-6  | Rivatex             | 1-3 | 0-3    |
| Olympic FC de Niamey | 8-2  | Forces Armées CA    | 5-1 | 3-1    |
| Small Simba SC       | 2-3  | Mbabane Highlanders | 1-0 | 1-3    |
| 1º de Agosto         | 9-1  | Black Africa FC     | 7-0 | 2-1    |

## Primera ronda
| Equipo 1             | Agr.        | Equipo 2              | Ida | Vuelta |
| -------------------- | ----------- | --------------------- | --- | ------ |
| AS Marsa             | w.o.1       | Ports Authority FC    | -   | -      |
| ASFA Yennenga        | 1-1 (3-2 p) | Asante Kotoko         | 1-0 | 0-1    |
| Arsenal Maseru       | 2-0         | AS Inter Star         | 2-0 | w.o.2  |
| FC BFV               | 2-3         | KCC                   | 1-0 | 1-3    |
| Dragons FC           | 2-3         | BCC Lions             | 2-0 | 0-3    |
| Dynamos FC           | 7-1         | Maxaquene             | 5-1 | 2-0    |
| SC Gagnoa            | 2-2 (5-4 p) | Stade Malien          | 2-0 | 0-2    |
| Ground Force         | w.o.3       | Al Medina Tripoli     | -   | -      |
| Mbabane Highlanders  | 1-1 (v.)    | Al Ittihad Wad Madani | 1-1 | 0-0    |
| ASC Linguère         | 2-7         | Sétif                 | 1-0 | 1-7    |
| Olympic FC de Niamey | 3-3 (v.)    | Prévoyance Yaoundé    | 2-0 | 1-3    |
| Primero de Agosto    | 1-2         | Diables Noirs         | 0-0 | 1-2    |
| Renaissance FC       | 0-4         | Al-Mokawloon Al-Arab  | 0-1 | 0-3    |
| Rivatex              | 3-4         | Power Dynamos FC      | 1-0 | 2-4    |
| AC Semassi           | 1-2         | DC Motema Pembe       | 0-0 | 1-2    |
| Shellsport           | 3-1         | Stationery Stores     | 2-0 | 1-1    |

1- Ports Autority fue descalificado.
2- El Arsenal Maseru abandonó el torneo después de jugar el partido de ida.
3- El Ground Force abandonó el torneo.

## Segunda ronda
| Equipo 1             | Agr.         | Equipo 2              | Ida | Vuelta |
| -------------------- | ------------ | --------------------- | --- | ------ |
| Al-Mokawloon Al-Arab | 2-1          | Kampala City          | 2-0 | 0-1    |
| ASFA Yennenga        | 3-2          | AS Marsa              | 3-1 | 0-1    |
| BCC Lions            | 2-0          | Al Medina Trípoli     | 2-0 | 0-0    |
| DC Motema Pembe      | 3-3 (4-3 p.) | Olympic FC de Niamey  | 2-1 | 1-2    |
| Diables Noirs        | 1-3          | Dynamos               | 0-2 | 1-1    |
| Sétif                | 5-2          | Gagnoa                | 4-0 | 1-2    |
| Power Dynamos        | 4-1          | Al Ittihad Wad Madani | 2-1 | 2-0    |
| Shellsport           | 2-3          | AS Inter Star         | 1-0 | 1-3    |

## Cuartos de final
| Equipo 1        | Agr.         | Equipo 2             | Ida | Vuelta |
| --------------- | ------------ | -------------------- | --- | ------ |
| ASFA Yennenga   | 1-1 (v.)     | Power Dynamos        | 1-1 | 0-0    |
| Inter Star      | 0-0 (5-4 p.) | Al-Mokawloon Al-Arab | 0-0 | 0-0    |
| DC Motema Pembe | 2-3          | Sétif                | 2-1 | 0-2    |
| Dynamos         | 1-4          | BCC Lions            | 1-1 | 0-3    |

## Semifinales
| Equipo 1      | Agr. | Equipo 2   | Ida | Vuelta |
| ------------- | ---- | ---------- | --- | ------ |
| BCC Lions     | 2-1  | Sétif      | 1-0 | 1-1    |
| Power Dynamos | 4-3  | Inter Star | 2-1 | 2-2    |

## Final
| Equipo 1  | Agr. | Equipo 2      | Ida | Vuelta |
| --------- | ---- | ------------- | --- | ------ |
| BCC Lions | 4-5  | Power Dynamos | 3-2 | 1-3    |

## Campeón
| Recopa Africana 1991       |
| -------------------------- |
| Bandera de Zambia          |
| Power Dynamos FC 1º Título |